# التانجوس: منفي غارديل
التانجوس: منفي غارديل هو فيلم من نوع موسيقي ودراما أُصدر في 1985. الفيلم من إخراج وسيناريو فيرناندو سولاناس.

## طاقم التمثيل
- Eduardo Pavlovsky [الإنجليزية]‏
- فيليب ليوتار
- Anita Beltrán  [لغات أخرى]‏
- غريغوريو منصور  [لغات أخرى]‏، بدور كارلوس غارديل
- ماري لافوغيه
- مارينا فلادي
- Cécile Ricard  [لغات أخرى]‏
- Guillermo Angelelli ‏
- Alberto Neuman [الإنجليزية]‏
- كاثرين لابورد
- Omar Pini ‏
- كلود ملكي
- Michel Etcheverry [الإنجليزية]‏
- أوسكار كاسترو
- غاسبار نوي
- Lautaro Murúa [الإنجليزية]‏
- آنا ماريا بيكيو
- فيرناندو سولاناس، بدور Enrique Santos Discépolo [الإنجليزية]‏
- غابرييلا توسكانو
- Héctor Malamud  [لغات أخرى]‏
- ليونور غاليندو  [لغات أخرى]‏
- جورج ويلسون [الإنجليزية]‏
- ميغيل انخيل سولا

## الإنتاج
موسيقى الفيلم التصويرية كانت من تأليف José Luis Castiñeira de Dios ‏ وأستور بيازولا.

## وصلات خارجية
- التانجوس: منفي غارديل على موقع IMDb (الإنجليزية)
- التانجوس: منفي غارديل على موقع روتن توميتوز (الإنجليزية)
- التانجوس: منفي غارديل على موقع ألو سيني (الفرنسية)
- التانجوس: منفي غارديل على موقع Turner Classic Movies (الإنجليزية)
- التانجوس: منفي غارديل على موقع أول موفي (الإنجليزية)
- التانجوس: منفي غارديل على موقع فيلمافينيتي (الإسبانية)
- التانجوس: منفي غارديل على موقع قاعدة بيانات الأفلام السويدية (السويدية)
- التانجوس: منفي غارديل على موقع قاعدة بيانات الفيلم (الإنجليزية)
- التانجوس: منفي غارديل على موقع ليتربوكسد (الإنجليزية)
- التانجوس: منفي غارديل على موقع كينوبويسك (الروسية)